# Belgravia (TV-serie)
Belgravia är en brittisk dramaserie från 2020. Serien hade premiär på ITV den 15 mars 2020. Manuset, skrivet av Julian Fellowes, är baserat på dennes roman med samma namn från 2016, båda döpta efter Belgravia, en välbärgad stadsdel i London. 

## Handling
Seriens handling tar sin börjar med hertiginnan av Richmonds bal den 15 juni 1815, i Bryssel, som hölls för hertigen av Wellington före slaget vid Quatre Bras, två dagar innan slaget vid Waterloo.
Bland gästerna finns James och Anne Trenchard och deras unga dotter Sophia, som blivit förtjust i Edmund Bellasis, arvtagare till en av de mest framstående familjerna i England. 
Tjugosex år senare, har båda dessa familjer slagit sig ned i det nya området Belgravia, men de lever ännu kvar i skuggan av händelserna från den natten.

## Rollista i urval
Familjen Trenchard
- Philip Glenister – James Trenchard
- Tamsin Greig – Anne Trenchard
- Richard Goulding – Oliver Trenchard, James och Annes son
- Emily Reid – Sophia Trenchard, James och Annes dotter
- Alice Eve – Susan Trenchard, Olivers hustru

Trenchards betjänter
- Paul Ritter – Turton, butler hos Trenchards
- Saskia Reeves – Ellis, Anne Trenchards kammarjungfru
- Bronagh Gallagher – Speer, Susan Trenchards kammarjungfru

Familjen Bellasis
- Tom Wilkinson – Peregrine Bellasis, earlen av Brockenhurst
- Harriet Walter – Caroline Bellasis, grevinnan Brockenhurst
- Jeremy Neumark Jones – Edmund, viscount Bellasis, deras son
- James Fleet – Reverend Stephen Bellasis, earlens av Brockenhurst yngre bror
- Diana Hardcastle – Grace Bellasis, Stephen Bellasis hustru
- Adam James – John Bellasis, Stephen Bellasis son

Familjen Grey
- Tara Fitzgerald – Corinne Grey, Änkegrevinnan av Templemore
- Ella Purnell – Lady Maria Grey, hennes dotter

Familjen Pope
- Serena Evans – Mrs Pope, Charles Popes fostermor
- Jack Bardoe – Charles Pope

Gäster på hertiginnan av Richmonds bal
- Nicholas Rowe – Arthur Wellesley, hertig av Wellington
- James Chalmers – Sir William Ponsonby
- Gunnar DeYoung – Prinsen av Oranien
- Diana Kent – Hertiginnan av Richmond
- Robert Portal – Hertigen av Richmond

Övriga
- Naomi Frederick – Hertiginnan av Bedford
- Penny Layden – Mrs Babbage
- Jack Shalloo – Morris
- Nigel Allen – Robert
- Stevee Davies – Brodsworth